# 澳大利亚新闻集团
澳大利亚新闻集团（英語：News Corp Australia）是澳大利亚最大的媒体集團之一，隶属于新闻集团。

## 历史
1923年成立于澳大利亚阿德莱德，1949年基思·默多克购买了公司少数股份，1952年他去世后儿子鲁伯特·默多克继承其股份。依靠鲁伯特·默多克有活力的媒体宣传，迅速收购一些小型地方报纸实现公司业务扩展。1964年成立《澳大利亚人报》，也是澳大利亚第一家全国性报纸。
旗下拥有《澳大利亚人报》、澳洲《每日电讯报》、《广告人报》、《先驅太陽報》等媒体品牌。此外还控股澳联社45%股份。
2020年5月28日，澳洲新聞集團宣布因2019冠狀病毒病疫情導致廣告量大幅減少，於6月29日起停發該集團旗下的多個地區性報紙，並轉型為電子報或永久停刊。